# Baronia brevicornis brevicornis
Baronia brevicornis brevicornis es una subespecie de Baronia brevicornis, mariposa de la familia Papilionidae.

## Descripción
La envergadura de esta mariposa va de 55-65 mm, la hembra es más grande que el macho. El patrón de manchas es variable y ambos sexos tienen coloración parecida. La coloración de fondo en el lado dorsal de ambas alas es de color marrón, con una serie de manchas ovaladas de color amarillo ocre. Ventralmente la coloración es más pálida, con el mismo patrón y forma de las manchas, sin embargo, las manchas de las alas posteriores tienen un ligero brillo color plata.
En la hembra estas manchas amarillas son más grandes y también pueden estar casi ausentes o reducidas. Las antenas son cortas de color negro. La cabeza, el tórax y el abdomen son de color negro. En el abdomen presentan franjas amarillas en cada uno de los segmentos, haciéndose más anchas conforme se extienden al lado ventral de éste. Tanto la cabeza como el tórax también presentan manchas amarillas laterales. Las hembras ponen varios grupos de pocos huevos en diferentes árboles (prefieren árboles viejos) en época de lluvias o cuando los árboles están llenos de hojas. 
La oruga en su estadio final es de color verde con líneas en cada segmento en forma de “H” por los costados, y una línea amarilla a lo largo del dorso. La cabeza es de color negro con puntos pequeños de color amarillo. Presenta también el osmeterio como otras orugas de la familia Papilionidae.
Las orugas del último estadio pupan en el suelo. La emergencia de los adultos está influenciada por la época de lluvias, ya que se tienen registros a lo largo de esta temporada desde mayo a noviembre. Estudios anteriores mencionan que esta especie sólo produce una generación al año, sin embargo, un estudio reciente menciona que ocurre una generación muy abundante a principios de junio con generaciones parciales (poco abundantes) a lo largo de la época de lluvias. Los adultos tienen un corto rango de vuelo y los machos son estrictamente territoriales. Este papiliónido es considerado también como un fósil viviente, ya que por sus primitivas características y hábitos alimenticios inusuales, es de gran interés científico.  

## Distribución
La distribución de esta subespecie está restringida al suroeste de México, a altitudes que van desde los 505-1335 m s. n. m., abarcando sólo siete estados: Jalisco, Colima, Michoacán, Guerrero, Morelos, Puebla y Oaxaca.

## Hábitat
El tipo de vegetación donde se le encuentra es el matorral caducifolio. La planta hospedera de esta especie es Acacia cochliacantha muy común de la Sierra de Huautla en Morelos.

## Estado de conservación
Se encuentra listada en la Unión Internacional para la Conservación de la Naturaleza (UICN) bajo la categoría Casi amenazada (NT) (Bajo el nombre de Baronia brevicornis).